# Voorhoofdsnaald

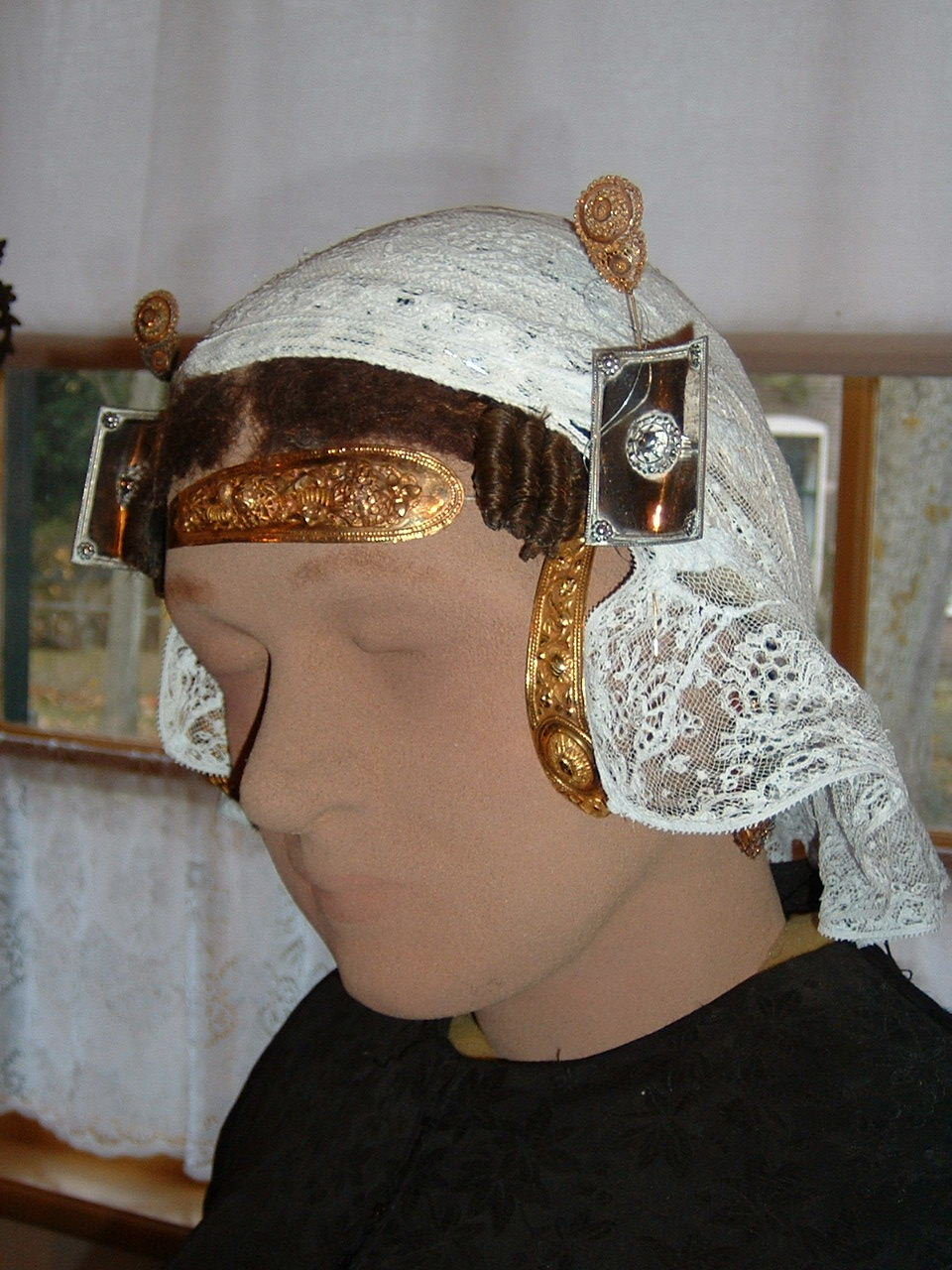
Voorhoofdsnaald in de Klederdracht van Ameland

De voorhoofdsnaald is een onderdeel van veel Nederlandse klederdrachten.
De voorhoofdsnaald is een gouden sieraad, aan een kant breder dan aan de andere kant, die door vrouwen in het haar gestoken werd. Aan de manier waarop de voorhoofdsnaald in het haar gestoken werd, kon men zien of de vrouw getrouwd was of nog vrij. Dit gebruik verschilde van plaats tot plaats.
De voorhoofdsnaald is waarschijnlijk voortgekomen uit de 17e-eeuwse haarnaald, die zowel met als zonder muts gedragen werd.

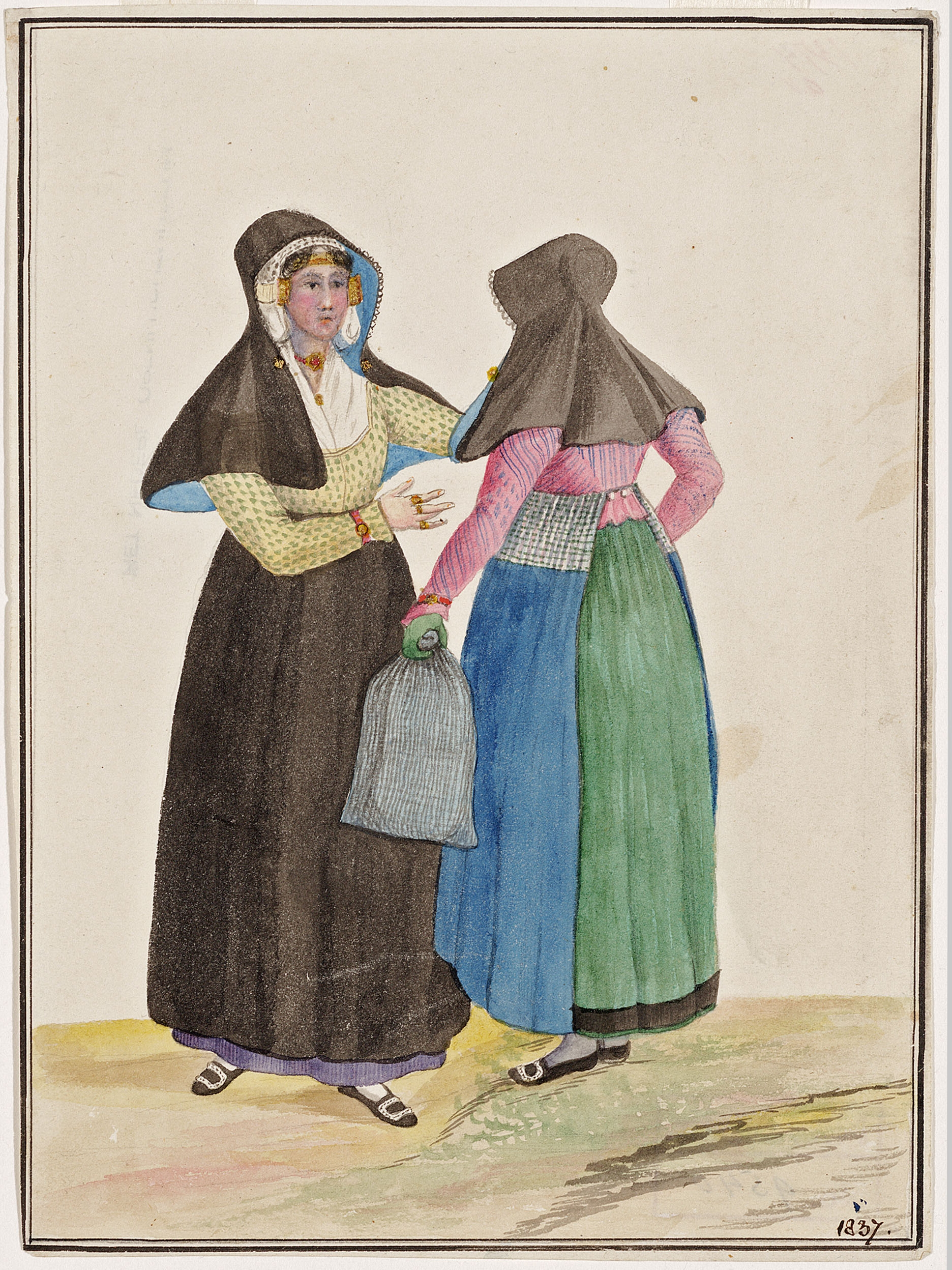
Twee vrouwen met een kaper op het hoofd, een muts met aangeknipte schouders. Bij de linker vrouw is de voorhoofdsnaald te zien